# Sergiusz Wołczaniecki
Sergiusz Wołczaniecki (Zaporižžja, 9 novembre 1964) è un ex sollevatore polacco che ha gareggiato nella categoria dei pesi medio-massimi (fino a 90/91 kg.).

## Carriera
Nato in Ucraina in epoca sovietica ma con origini polacche, Sergiusz Wołczaniecki, attivo come sollevatore presso un club di Leopoli, fu scoperto nel 1990 dall'allenatore della squadra nazionale polacca di sollevamento pesi che lo portò con sé in Polonia, dove, grazie alle sue origini, fu naturalizzato nel 1992, in tempo per partecipare sotto la bandiera polacca alle Olimpiadi di Barcellona dello stesso anno.
Nell'occasione Wołczaniecki seppe competere ad alto livello, riuscendo a salire sul podio olimpico con la medaglia di bronzo nella categoria dei pesi medio-massimi (fino a 90 kg.), ottenuta sollevando 392,5 kg. nel totale, dietro i rappresentanti della Squadra Unificata Kakhi Kakhiashvili (412,5 kg.) e Sergej Syrcov (stesso risultato di Kakhiashvili).
L'anno seguente Wołczaniecki vinse la medaglia d'argento con 390 kg. nel totale ai Campionati europei di Sofia nella nuova categoria dei pesi medio-massimi (fino a 91 kg.), ancora dietro a Kakhiashvili (402,5 kg.).
Alcuni mesi dopo, Wołczaniecki fu trovato positivo ad un controllo antidoping e squalificato per due anni.
Subito dopo essere stato squalificato Wołczaniecki decise di tornarsene in Ucraina.